# Una vegada hi havia... la vida
Una vegada hi havia... la vida (en francès: Il était une fois... la vie), o La vida és així (a TVE-CV en valencià), és una sèrie francesa de dibuixos animats infantils amb vocació educativa i de divulgació científica. En la sèrie s'expliquen, de manera simple i amena, diferents aspectes sobre anatomia, malalties o, per exemple, com s'oxigena la sang o com cicatritza una ferida. De la mateixa manera, s'explica la importància de determinats hàbits relacionats amb la salut, com ara netejar-se les dents, fer exercici físic o d'altres.
L'explicació es realitza a través de les aventures de diferents personatges que representen els diferents òrgans, cèl·lules, virus, etc. dividits en antagonistes i protectors del cos. Existeix a més un paral·lelisme entre l'aspecte dels personatges interns i els nens humans externs.
Pertany al conjunt de sèries per a la televisió Una vegada hi havia.... Va ser creada per Albert Barillé als estudis Procidis i difosa per Canal+ i France 3 a partir del 1987. En la producció hi van col·laborar France 3, Canal+, la Société de Radio-Canada i RTVE entre d'altres.

## Llista d'episodis
- 1. El gran planeta cel·lular
- 2. El naixement
- 3. Les sentinelles del cos
- 4. La medul·la òssia
- 5. Irrigació sanguínia
- 6. Les plaquetes
- 7. El cor
- 8. La respiració
- 9. El cervell
- 10. Les neurones
- 11. La vista
- 12. L'oïda
- 13. La pell
- 14. La boca i les dents
- 15. La digestió
- 16. El fetge
- 17. Els ronyons
- 18. El sistema limfàtic
- 19. Els ossos i l'esquelet
- 20. Els músculs
- 21. Guerra a les toxines
- 22. Vacunació
- 23. Hormones
- 24. La cadena de la vida
- 25. La vida i el somni
- 26. L'edat de l'home